# Хоукер, Гарри
Га́рри Джордж Хо́укер (англ. Harry George Hawker; 22 января 1889, Мураббин, Виктория, Австралия – 12 июля 1921, аэродром Хендон, Лондон, Англия, Великобритания) — обладатель Ордена Британской Империи , креста ВВС и первооткрыватель в авиации Австралии.
Был главным пилотом-испытателем компании «Sopwith Aviation Company», а также участвовал в проектировании многих ее самолетов. После Первой мировой войны стал соучредителем «Hawker Aircraft», фирмы, которая впоследствии создала много успешных моделей военных самолетов.

## Биография
Хоукер родился в австралийском городе Мураббин, в Виктории, в семье кузнеца Джорджа Хоукера и Мэри Энн Гиллиард Андерсон. Будучи 11-летним подростком, работал в Мельбурнском гараже «Hall & Warden», помогая строить двигатели за пять шиллингов в неделю, а затем перешëл в
«Tarrant Motor & Engineering Co», помогая делать автомобили Tarrant, где получил квалификацию механика. В 1907 году он снова переехал, чтобы стать шофером и механиком Эрнеста де Литтла в Карамуте, Западная Виктория. В 1910 году он отправился в Диггерс-Рест, к северо-западу от Мельбурна, чтобы увидеть первые публичные демонстрации воздушных аппаратов, сделанных в Австралии. А после решил отправиться в Англию, чтобы принять участие в авиации, прибыв в мае 1911 года.
14 ноября 1917 года Хоукер женился на Мюриэл Элис Пити в церкви Святого Петра в Илинге.
Погиб 12 июля 1921 года, когда самолет, на котором он должен был лететь на воздушные соревнования в Соединенном Королевстве, разбился в парке в Бернт-Оук, Эджвер, недалеко от аэродрома Хендон.